# Lacustricola
Lacustricola is een geslacht van straalvinnige vissen uit de familie van levendbarende tandkarpers (Poeciliidae).

## Soorten
- Lacustricola maculatus (Klausewitz, 1957)
- Lacustricola matthesi (Seegers, 1996)
- Lacustricola mediolateralis (Poll, 1967)
- Lacustricola nigrolateralis (Poll, 1967)
- Lacustricola omoculatus (Wildekamp, 1977)
- Lacustricola usanguensis (Wildekamp, 1977)